# Wiktoria Kolewa
Wiktoria Kolewa (bułg.: Виктория Колева, ur. 20 lutego 1960 w Ruse) – bułgarska aktorka teatralna i filmowa. Ma na swoim koncie ponad 80 ról w produkcjach teatralnych. Pierwszą nagrodę za swoją pracę otrzymała w 1988 roku - nagrodę Szumen dla najlepszej młodej aktorki. W 2004 roku otrzymała nagrodę Ikara dla najlepszej aktorki za rolę Kostandy w Teściowej Antona Straszimirowa, w reżyserii Mariusa Kurkińskiego.  
Kolewa ukończyła w 1986 roku Narodową Akademię Sztuk Teatralnych i Filmowych im. „Krystjo Sarafowa” w klasie prof. Nikołaja Lutskanowa. Jest żoną reżysera teatralnego Emila Bonewa. 

## Wybrane role
- 2016: Annie's Birthday
- 2018: Dear Heirs